# One Is Business, the Other Crime
One Is Business, the Other Crime er en amerikansk stumfilm fra 1912 af D. W. Griffith.

## Medvirkende
- Charles West
- Dorothy Bernard
- Edwin August
- Blanche Sweet